# Porphyrinia afghana
Porphyrinia afghana là một loài bướm đêm trong họ Noctuidae.